# Stocktjärnen, Ångermanland
Stocktjärnen är en sjö i Kramfors kommun i Ångermanland och ingår i Ångermanälvens huvudavrinningsområde.